# Église Saint-Pierre d'Isserteaux
Pour les articles homonymes, voir Église Saint-Pierre.
L'église Saint-Pierre est une église catholique française située à Isserteaux, en Auvergne. Elle est classée Monument Historique.

## Localisation
L'église est située dans le département français du Puy-de-Dôme, sur la commune d'Isserteaux.

## Historique
L'édifice est inscrit au titre des monuments historiques en 2006.